# Ficus uniauriculata
Ficus uniauriculata är en mullbärsväxtart som beskrevs av Otto Warburg. Ficus uniauriculata ingår i släktet fikonsläktet, och familjen mullbärsväxter. Inga underarter finns listade i Catalogue of Life.